# Austrolabrus
Austrolabrus is een monotypisch geslacht van straalvinnige vissen uit de familie van lipvissen (Labridae).

## Soort
- Austrolabrus maculatus (Macleay, 1881)